# Sobhuza II
Sobhuza II, né le 22 juillet 1899 à Mbabane et mort le 21 août 1982 dans la même ville est l'ancien roi de l'Eswatini. Né Nkhotfotjeni, il est prince (1921-1968) puis roi du Swaziland (1968-1982) et surnommé Ingwenyama, le Lion.
Ngwane V, son père, meurt le 10 décembre 1899, alors que Sobhuza n'a que 4 mois et 18 jours. Sa grand-mère, Labotsibeni Mdluli, devient régente jusqu'au 22 décembre 1921, date à laquelle Sobhuza II devient le roi du Swaziland. 
Son règne, long de plus de 82 ans régence comprise, fait de lui le monarque ayant régné le plus longtemps et de dates précisément documentées. Seul le règne de Pepi II Neferkare d'Égypte semblerait avoir été plus long, avec 94 années de règne selon l'historien ptolémaïque Manéthon.
La dynastie de Sobhuza II remonte au XVe siècle. Ses ancêtres, à la tête des Bantous, arrachèrent l'Eswatini ou pays de Ngwane aux zoulous.
Durant les 60 ans du règne effectif de Sobhuza, le pays quitte l'Empire colonial britannique et accède à l'indépendance. Le gouvernement swazi est déjà existant et a pu se maintenir grâce à la régence de sa grand-mère. Le régime politique du pays se change en monarchie constitutionnelle sur une brève période (jusqu'au 12 avril 1973), avant que Sobhuza n'abroge la Constitution et ne dissolve le Parlement, devenant ainsi monarque absolu.

## Contexte de naissance (XIXesiècle-débutXXesiècle)
Le Swaziland est un État de plus d’un million d’habitants. Les Swazi occupent les territoires aux alentours de la rivière Pongola dans le sud-est de l’Afrique Orientale. À la suite des différentes attaques des Zoulous,  le roi Mswati s’est tourné vers la Couronne Britannique en quête de protection. À partir de 1878, des colons, missionnaires, négociants et chasseurs britanniques s’installent au Swaziland. Ils annexent une partie des terres grâce à des baux accordés par le monarque Mbandzeni (Dlamini IV). Ce dernier recevait en contrepartie des « dons » ou « indemnités ». Le Swaziland est un protectorat du Transvaal de 1894 à la fin de la seconde guerre des Boers. En 1902, il redevient un protectorat britannique à la demande de la reine-régente swazie. 
C’est dans ces circonstances que naît Nkhotfotjeni (Sobhuza) en 1899 à Zombodze, ancienne capitale du Swaziland. Il est le fils du roi Bhunu Dlamini (ou Ngwane V) et de sa troisième épouse Lomawa. Étant donné que les jours  de naissance n’ont pas d’importance particulière pour la dynastie des Dlamini et que les naissances ne sont pas enregistrées, la date exacte de naissance du roi reste un mystère, même pour lui, pendant plusieurs années. Dans la biographie officielle de Sobhuza, sa date de naissance est fixée au 22 juillet 1899. Plus tard, lorsque les discussions sur la reconnaissance de l’indépendance du royaume de Swaziland se finalisent, l’administration Swazi redéfinit le calendrier officiel et fait de l’anniversaire du roi Sobhuza un jour de festivité. 

## Régence

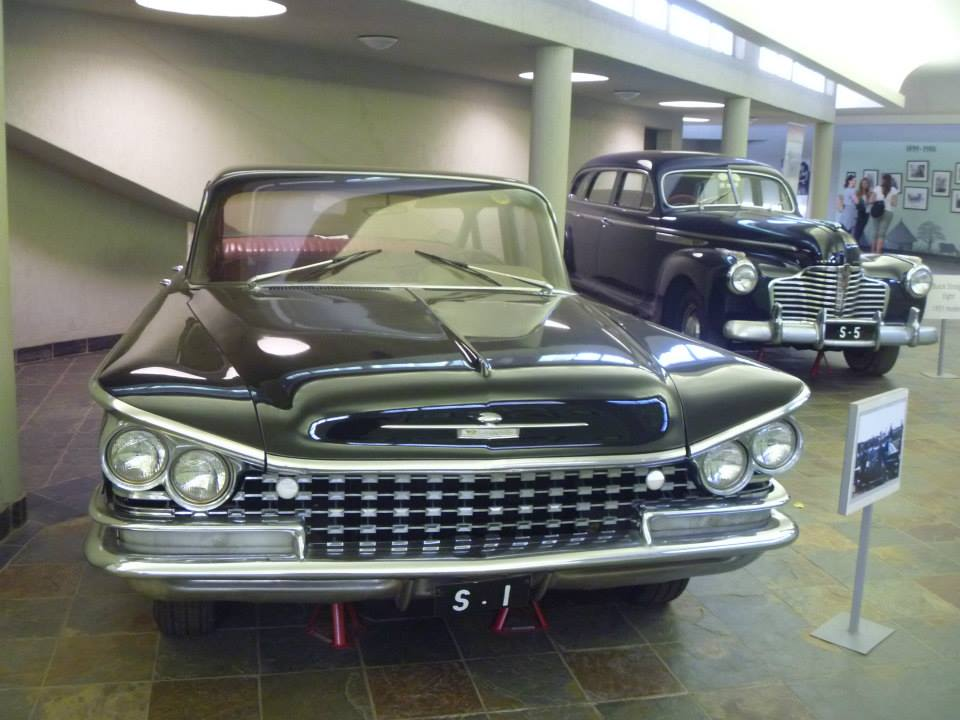
Buick LeSabre de 1959, propriété de l’ancien roi du Swaziland Sobhuza II. Photographie du parc commémoratif de Sobhuza II à Lobamba, Swaziland.

Le roi Ngwane V décède quelques mois après la naissance de son fils Nkhotfotjeni. La régence est ensuite assurée par sa grand-mère paternelle Labotsibeni Mdluli de 1899 jusqu’en 1921. ”The Swazi insisted that « If the King is dead, the Queen is King ». À la mort d’un souverain swazi, le Conseil royal désigne l’épouse officielle parmi les femmes du harem royal. Et son fils unique devient l’héritier du trône. Ces querelles de succession au trône du Swaziland sont l'occasion de manœuvres politiques. 
La reine douairière tient une place particulière dans les successions dans la monarchie swazie. Sur les armoiries royales, le lion Ngwenyama représente le roi et  l’éléphant la reine douairière . Tous les deux se partagent le pouvoir. Ces armoiries symbolisent  la fusion de leur force pour protéger le royaume (d’où le bouclier Nguni). Siyinqaba signifie « Nous sommes la forteresse.»
Malgré son âge avancé, la reine régente Labotsibeni Mdluli continue à tenir un rôle politique important. Réputée pour son tact et son intelligence, elle veille tout particulièrement à la formation et l'éducation de son fils durant sa minorité et jusqu'à son accès au pouvoir en 1921. Elle demeure ensuite un conseiller politique du jeune roi jusqu’à sa mort en 1925.

## Enfance et éducation
L’apprentissage de l’écriture et de la lecture sont les priorités pour la grand-mère de Sobhuza afin de pouvoir comprendre les documents envoyés par les Anglais et négocier avec eux en toute connaissance. Or il n’existe aucune structure éducative dans le royaume. Des missionnaires anglais se proposent pour assurer l’éducation du prince, mais leur proposition est vite refusée. Le Conseil craint qu’ils n’aient une trop grande influence sur le prince et le détournent des coutumes Swazi. C’est finalement Edar Mozli, natif de Natal qui est désigné comme le précepteur de Sobhuza. Le Zombodze School, la première école du Swaziland ouvre en 1908. Les premiers élèves sont des enfants de l’élite aristocratique swazie. Cette école mixte exige que les enfants portent un uniforme : robe pour les filles et shorts pour les garçons. En 1916, sa grand-mère l’envoie étudier au Lovedale Missionnary Institute en Union d’Afrique du Sud. 

## Les premières années de règne: la recherche de l’équilibre entre la culture swazi et l’influence coloniale
De retour au Swaziland à la suite des pressions du Conseil swazi, le jeune roi prend plus de responsabilités politiques. En 1919, il est présenté publiquement lors de la cérémonie sibhimbi. Le 22 décembre 1921, Sobhuza II est nommé Chef suprême du Swaziland. Le royaume est sous tutelle britannique. Ses premiers objectifs sont d’empêcher l’annexion du Swaziland à l’Union d’Afrique du Sud, et de récupérer les territoires concédés ou cédés précédemment, sous la pression des colons britanniques ou boers. La tentative de récupération des territoires se solde par plusieurs échecs. Dès 1922, le roi Sobhuza II se rend en Grande-Bretagne pour tenter d'obtenir l'annulation des concessions effectuées par un de ses prédécesseurs, Dlamini IV, et de la partition de 1907, mais il est débouté par le conseil privé de la Couronne. Le jeune roi s'efforce en même temps de mettre fin aux rébellions des chefs locaux. 
Son éducation influence sur les décisions prises durant les premières années de son règne. Il s’entoure de conseillers sud-africains, et prône un syncrétisme des valeurs swazis et des pensées « modernes ». Il encourage par exemple le port de vêtement de style « occidental », l’utilisation de l’automobile et des radios sur ondes courtes au Swaziland. Durant la Seconde Guerre mondiale, le Swaziland recrute des hommes pour le Royal Pioneer Corps (en), une troupe britannique combattante, notamment chargée de travaux logistiques.
Il inaugure par ailleurs le Swazi National High School qui inclut et enseigne les coutumes swazies. Le respect des ancêtres et l’importance accordée à l’opinion des « anciens » font partie de ces valeurs swazies auquel le roi accorde une grande importance. Des cérémonies et rituels sont rétablis : le Lusekwane, l'Incwala (fête des « premiers fruits » et l'Uhmlanga (ou « danse des roseaux ». Cette festivité réunit les jeunes filles du royaume en âge de se marier, et le roi, attaché à la polygamie, peut y choisir une nouvelle épouse.

## La montée des revendications indépendantistes
Dans le milieu et la fin des années 1940, l'administration britannique commence à se préoccuper des tensions résultant de la partition des terres mise en place par cette administration en 1907, de la congestion croissante des réserves («Swazi Areas») concédées en 1907 aux Swazis et de la pénurie de terres pour les populations autochtones. Dans la continuité des actions menées par sa grand-mère durant la régence ayant précédé son règne, Sobhuza II renforce le fonds spécial (Tibyo Taka Ngwane) mis en place pour récupérer les terres données aux Européens à la fin du XIXe siècle. L’objectif est de permettre aux Swazi d’accéder à des terres exploitables. Un programme de rachat des terres concédées à des colons blancs ou à la Couronne britannique se met en place avec des terres achetées directement par la population swazi (Lifa land) et des terres cédées par l'administration britannique dans le cadre du Swazi Land Settlement Scheme (S.L.S.).
En 1944, sur le plan de l'organisation des responsabilités territoriales, la NAP (Native Administration Proclamation) donne le pouvoir à la Haute Commission Britannique de nommer et de destituer les  chefs locaux. L’initiative législative est accordée au roi swazi. La proclamation n'est pas appliquée et est amendée en 1950 après les contestations de Sobhuza II. En 1960, le roi propose la mise en place de deux nouveaux organes politiques. Le premier : un Conseil National swazi et le second : un Conseil Législatif composé d’élus Européens. 
Le Swaziland devient officiellement une communauté « multiraciale » après les proclamations du 2 mars 1962. Il est désormais puni par la loi de faire des discriminations selon la couleur de peau. L’application de cette proclamation reste tout de même limitée dans les faits. 
En 1964, les Britanniques instaurent des élections législatives au Swaziland. Sobhuza II crée son parti politique : le Imbokodvo National Movement qui remporte les élections de 1964, 1967 et 1972. Des discussions et des négociations avec les autorités britanniques sur l’indépendance du royaume voient le jour. Le 25 avril 1967, le drapeau national du Swaziland est levé pour la première fois. Sobhuza II devient officiellement souverain du royaume du Swaziland.

## De l’indépendance (1968) à une monarchie absolue (1973)
Le Swaziland est déclaré indépendant le 6 septembre 1968. Les relations diplomatiques  avec les Britanniques ne sont pour autant pas dégradées. Le Swaziland est membre du Commonwealth depuis 1968 et intègre l’ONU. 
De nouvelles infrastructures sont mises en place pour favoriser le tourisme, attirer les investissements et développer les communications. Les routes goudronnées sont construites par le gouvernement. L’International Development Association finance une partie des travaux. 
L’anglais est la langue nationale, il est utilisé pour tous les documents administratifs. L’alphabet siSwati est standardisé en 1969, mais il s’agit avant tout d’un mode de communication orale. 
Le roi Sobhuza II règne de 1921 à 1982, c’est-à-dire pendant 62 ans. Il détient l’un des plus longs règnes d’un souverain en Afrique. Avec le Maroc et le Lésotho, le Swaziland fait partie des rares États à être restés un royaume après la colonisation et les indépendances. En avril 1973, jugeant la constitution rédigée par les Britanniques en inadéquation avec les traditions swazies, Sobhuza II dissout le parlement (le Libandla) élu, et abolit cette Constitution, s'appuyant pour ce faire sur une armée privée qu'il a formée et équipée en secret. Ceci lui permet de s'arroger les pleins pouvoirs. À partir ce moment, les partis politiques sont interdits. Le Swaziland devient une monarchie absolue de fait depuis 1973 et de droit depuis 1978,.
Le roi se serait marié quatre-vingt-dix-neuf fois selon le journal Le Monde, 70 fois selon une source gouvernementale swazi, et aurait eu plusieurs centaines d'enfants, se montrant traditionaliste dans sa conception de la famille royale.  Ses mariages seraient aussi  un moyen d'unifier le pays en liant les unes aux autres et renforçant les alliances entre les grandes familles de son clan.

## Le système du tinkhundla:  une organisation politique singulière
Le Swaziland met en place un gouvernement par conseils locaux  (les tinkhudlas) et des assemblées traditionnelles ( libandla et liqoqo). Les décrets royaux dictent la politique du Swaziland. Le Parlement a des pouvoirs faibles, comparés à ceux du Swazi National Council qui délibère pour toutes les affaires concernant les seigneuries. Le cabinet ministériel, dirigé par le premier Ministre est responsable politiquement devant la Chambre des députés. 
Ce système est mis en place depuis 1973, il a été reconfiguré mais fonctionne toujours sur le même principe.  Des élections ont eu lieu en 1993, les partis politiques sont pourtant toujours interdits, une partie des membres du Parlement est désignée par le roi. La Monarchie a reçu de vives critiques par rapport à la censure exercée sur la presse et sur les opposants politiques. 

## Bilan
De nombreux problèmes persistent et ce malgré les efforts du gouvernement en matière de santé et d’éducation. Le Swaziland enregistre l’un des taux de séropositivité du SIDA les plus élevés au monde (26 %). Le taux de fécondité augmente de 6,5 enfants/femme en 1970 à 6,6 en 1992. Et pourtant, l’OMS estime que près de 41 % des femmes enceintes swazies sont infectées par le VIH.  De plus, 38 % des femmes de plus de 25 ans sont non scolarisés en 1986.
Durant le règne de Sobhuza II, le royaume connaît une certaine prospérité économique, grâce à l’exportation de riz, coton et canne à sucre, et au développement du tourisme. Le Swaziland est le troisième producteur mondial de pâte à papier kraft. Cependant, la dépendance économique vis-à-vis de l’Afrique du Sud reste aussi un souci majeur. Les recettes fiscales du royaume dépendent des taxes d’importation de l’Union douanière africaine.
Mais les inégalités de répartition des richesses augmentent. L’économie est marquée par une dualité. Par exemple, la population rurale vit essentiellement d’agriculture de subsistance. Les fermes privées sont détenues par un groupe restreint de Swazis et d’investisseurs étrangers. Elles produisent la majeure partie des cultures d’exportations.   

## Succession
À la mort de Sobhuza II, le 21 août 1982, les querelles quant à sa succession débutent au sein du clan des Dlamini. D’autant plus qu’il compte de nombreuses femmes et enfants, le nombre variant selon les sources. Ce roi a entretenu la pratique de la polygamie. Même si plusieurs enfants sont morts en bas âge, environ une centaine de ses enfants sont encore vivants en juillet 2000.
C’est finalement, à 18 ans, le prince Makhosetive, malgré sa position de 67e fils du défunt roi, qui monte sur le trône en 1986 sous le nom de règne de Mswati III,, après une régence assurée par une des femmes du roi Sobhuza II, Dzeliwe, puis par la mère de ce prince Makhosetive, Ntfombi.